# Gialalabad
Gialalabad (in Urdu: جلال آباد, Jalāl Ābād) è un villaggio del Gilgit-Baltistan, a circa 30 km di distanza dalla città di Gilgit, vicino al villaggio di Oshikhandas, lungo il Fiume Bagrot.

## Strage del 1988
Nel maggio 1988 il governo militare di Muhammad Zia-ul-Haq lanciò un pogrom contro gli sciiti della regione, approfittando di una banale controversia tra sunniti e sciiti (che prima convissero in pace nella regione) circa la comparsa della luna, che segnala l'inizio del digiuno canonico durante il mese lunare di Ramadan. Il villaggio fu invaso da un Lashkar (esercito) di militanti radicali religiosi (Tālebān) del Chilas, del Kohistan, di Khyber-Pakhtunkhwa, delle Aree Tribali di Amministrazione Federale e dei Ṭālebān provenienti dall'Afghanistan, e fu totalmente dato alle fiamme. Metà della popolazione fu trucidata.
Altri villaggi come Sai, Bunji (che è anche sede principale delle forze armate pakistane), Jaglote e Pari Bangla - dove gli sciiti erano in minoranza - furono aggrediti e gli abitanti uccisi. Alcuni di essi riuscirono a fuggire in altri villaggi sciiti. Questa strage sistematica, che godeva del sostegno statale pakistano, secondo alcune fonti causò la morte di 150-400 persone e il ferimento di alcune centinaia.